# ГЕС Решадіє 1-3
ГЕС Решадіє 1-3 — гідроенергетичний каскадний комплекс на півночі Туреччини. Знаходячись між ГЕС Koyulhisar (вище по течії) та ГЕС Akıncı, входить до складу каскаду на річці Келькіт, великій правій притоці Єшиль-Ирмаку, який впадає до Чорного моря біля міста Самсун.
У межах проєкту на Келькіті спорудили три послідовні гідроелектростанції, кожна з яких має власну бетонну водозабірну греблю та прокладену по правобережжю дериваційну трасу з каналів і тунелів. Загальна довжина трас комплексу 35,5 км, в тому числі 6 км тунельних ділянок.
На кожній зі станцій встановили по дві турбіни типу Френсіс потужністю по 8 МВт (Решадіє 1), 13 МВт (Решадіє 2) та 11,5 МВт (Решадіє 3), котрі працюють при напорах у 32,3 метра (Решадіє 1), 49,3 метра (Решадіє 2) та 42,3 метра (Решадіє 3). Це обладнання в сукупності повинне забезпечувати виробництво 452 млн кВт·год електроенергії на рік, у т. ч. найбільше — 183 млн кВт·год — у Решадіє 2 та 114 і 155 млн кВт·год для Решадіє 1 та Решадіє 3 відповідно.